# 二宮洋二
二宮 洋二（にのみや ようじ、1951年3月23日 - ）は、日本の財務官僚、実業家。北海道財務局長などを経て、佐賀共栄銀行代表取締役頭取。血液型はA型。

## 人物・経歴
神奈川県出身。1975年 一橋大学経済学部を卒業し、大蔵省（現財務省）入省。主計局調査課配属。1978年7月 理財局国庫課国資第一係長心得。1980年7月 伊勢崎税務署長。1986年5月 外務省在シンガポール日本国大使館一等書記官、1989年 大蔵省国際金融局調査課長補佐（総括・企画）。1990年7月 近畿財務局理財部長。
1997年7月 大蔵省銀行局特別金融課長、1998年6月 大蔵省大臣官房政策金融課長、1999年7月 北海道財務局長、2001年7月 財務省大臣官房参事官（大臣官房担当）、2002年7月 神戸税関長、2003年7月 国土交通省大臣官房審議官兼財務省大臣官房付。2005年4月には、雪氷輸送物流システムプロジェクト実証実験のため、苫小牧市東部の視察を行った。2005年6月14日 退官。
2005年6月 放送大学学園理事、2008年10月 地方公営企業等金融機構（現地方公共団体金融機構）理事、2011年6月 株式会社TSIホールディングス監査役兼株式会社東京スタイル監査役。
財務省の先輩である山本孝之頭取から誘われ、2014年5月、株式会社佐賀共栄銀行顧問に就任。2014年6月27日 株式会社佐賀共栄銀行代表取締役頭取に就任。経営陣の反対を押し切り経営改革を進めた。佐賀共栄銀行と西日本シティ銀行との提携を行い、金融再編を進めるとの観測が流れた。2021年春の叙勲で瑞宝中綬章受章。

## 著作
- 「大きな政府と小さな政府」『ESP : economy, society, policy』204、1982-08
- 「最近の経済動向」『時の法令』、1983-02
- 「最近の税収動向及び税収構造の変化」『ESP : economy, society, policy』213、1983-05
- 「新株発行手続における算式表示方式の導入について」『旬刊商事法務』994、1983-12
- 「1986年のシンガポール経済と87年の展望」『シンガポール日本商工会議所月報』4月、1987
- 「海外経済事情」『ファイナンス』23(11)、1988-02
- 「日本政策投資銀行法及び国民生活金融公庫法について」『ファイナンス』35(4)、1999-07